# 2021년 키움 히어로즈 시즌
2021년 키움 히어로즈 시즌은 키움 히어로즈가 KBO 리그에 참가한 3번째 시즌으로, 우리 히어로즈, 서울 히어로즈, 넥센 히어로즈 시절까지 합하면 14번째 시즌이다. 홍원기 감독이 팀을 이끈 첫 시즌으로, 박병호가 주장을 맡았으나 타격 부진에 빠지자 김혜성으로 교체되었다. 팀은 선수들의 원정숙소 무단이탈 및 코로나19 방역수칙 위반, 음주운전 사건 등으로 흔들렸음에도 불구하고 탈락 위기에 몰렸지만 시즌 막판 3연승으로 정규 시즌 5위를 정규 시즌 최종전에서 탈환하여 포스트시즌에 진출했다. 이후 와일드카드 결정전에서 두산 베어스를 상대로 1차전을 이겼지만 2차전에서 패배하며 탈락했다.

## 선수단
- 선발투수: 요키시, 안우진, 한현희, 브리검, 최원태, 정찬헌, 스미스, 김정인
- 구원투수: 김태훈, 김재웅, 김성민, 김동혁, 윤정현, 김준형, 박승주, 박관진, 이종민, 김선기, 양현, 장재영, 김성진, 오주원, 이승호
- 마무리투수: 조상우, 김인범, 문성현, 조영건, 김동욱, 박주성, 임규빈
- 포수: 박동원, 이지영, 김재현
- 1루수: 박병호, 이명기, 김수환, 크레익
- 2루수: 서건창, 김병휘, 문찬종
- 유격수: 김혜성, 김주형, 신준우
- 3루수: 김웅빈, 송성문, 전병우, 김휘집
- 좌익수: 이용규, 변상권, 예진원, 허정협, 박정음, 김은성, 임지열, 박주홍
- 중견수: 이정후
- 우익수: 송우현, 박준태
- 지명타자: 이주형, 프레이타스

## 타이틀
- 도쿄 올림픽 국가대표 : 이정후, 조상우, 김혜성
- U-23 야구 월드컵 국가대표: 김인범, 박주홍
- 규정이닝 충족 : 요키시 (181.1)
- 규정타석 충족 : 김혜성 (634), 이용규 (547), 이정후 (543), 박동원 (481), 박병호 (477)
- 완봉 : 정찬헌 (1)[1]
- 다승 : 요키시 (16)(모두 선발)
- 선발승 : 요키시 (16)
- 출장 (타자) : 김혜성, 서건창[2] (144)
- 수비 출장 : 김혜성 (141)
- 도루 : 김혜성 (46)
- 도루 WAA : 김혜성 (0.71)
- 보살 : 김혜성 (428)
- 실책 : 김혜성 (35) - 역대 1위
- 타율 : 이정후 (0.361)
- wRC+ : 이정후 (165.8)
- RF9 : 박병호 (9.36)
- 병살 유도 : 요키시 (30)
- 땅볼 유도 : 요키시 (265)
- 견제 아웃 : 박동원 (8)
- 올스타 선발 : 박병호 (1루수)[3], 이정후 (외야수 1위)
- KBO 골든글러브 : 김혜성 (유격수), 이정후 (외야수 1위)
- 동아스포츠대상 프로야구 올해의 선수 : 이정후
- 플레이어스 초이스 어워드 올해의 선수상 : 이정후
- 일구상 최고타자상: 이정후
- 조아제약 프로야구대상 최고타자상 : 이정후
- 조아제약 프로야구대상 헤파토스상 : 김혜성
- 한은회 최고의 선수 : 이정후
- 스포츠서울 올해의 재기상 : 정찬헌
- 스포츠서울 올해의 타자상 : 이정후
- 한국갤럽 선정 가장 좋아하는 한국인 야구선수 6위 : 이정후
- 동국대학교 스포츠매거진 다르마 선정 동국대 올스타: 유한준 (중견수)
- 컴투스프로야구 내일은 국가대표 라인업: 조상우 (중계투수)
- 컴투스프로야구 아빠와 아들 라인업: 장재영 (중계투수)
- 컴투스프로야구 트레이드 사가 라인업: 정찬헌 (선발투수)

### 퓨처스리그
- 퓨처스리그 플레이어스 초이스 투수상 : 이종민
- 퓨처스리그 플레이어스 초이스 야수상 : 이주형
- 북부리그 다승: 이종민 (6)
- 북부리그 이닝: 조영건 (80.2)

## 여담
- 안우진은 투심 평균 156.5km/h로 2013년 이후 KBO 리그 역대 단일 시즌 최고 기록을 세웠다.
- 박병호는 스윙 대비 콘택트 비율 66.5%로 2013년 이후 규정 타석 충족 타자 중 단일 시즌 최저 기록을 세웠다.
- 이정후는 초구 스윙 비율 0.4%로 2013년 이후 규정 타석 충족 타자 중 단일 시즌 최저 기록을 세웠다.
- 박병호는 이 시즌을 끝으로 kt 위즈로 이적하여 구단 사상 통산 최고 WAR(44.44) 기록을 세웠다.
- 이주형은 이 시즌까지 뜬공 대비 홈런 비율 1을 기록하여 2013년 이후 KBO 리그 10대 타자 통산 최고 기록을 세웠다.
- 조영건은 이 시즌 1이닝 무실점을 기록했음에도 불구하고 WAR -0.03에 그쳐 KBO 리그 역대 단일 시즌 무실점 투수 중 최저 WAR 기록을 세웠다.
- 당시 만 19세였던 김휘집은 이 시즌 만루홈런 1개를 기록해 2013년 이후 KBO 리그 2번째로 만루홈런을 친 10대 타자가 되었다.
- 브리검은 이 시즌을 끝으로 KBO 리그를 떠나 KBO 리그 외국인 투수 통산 포스트시즌 최다 사구 허용(8) 기록을 세웠다.
- 성남 맥파이스의 내야수 류하성은 12월 4일에 키움 히어로즈에 입단하여 성남 맥파이스에서 프로에 입성한 첫 선수가 되었다.
- 2022 신인드래프트로 지명한 박찬혁은 사상 최초로 이만수 홈런왕을 고등학교 2학년 때 받은 선수다.